# バスコ・ベアルネーズ

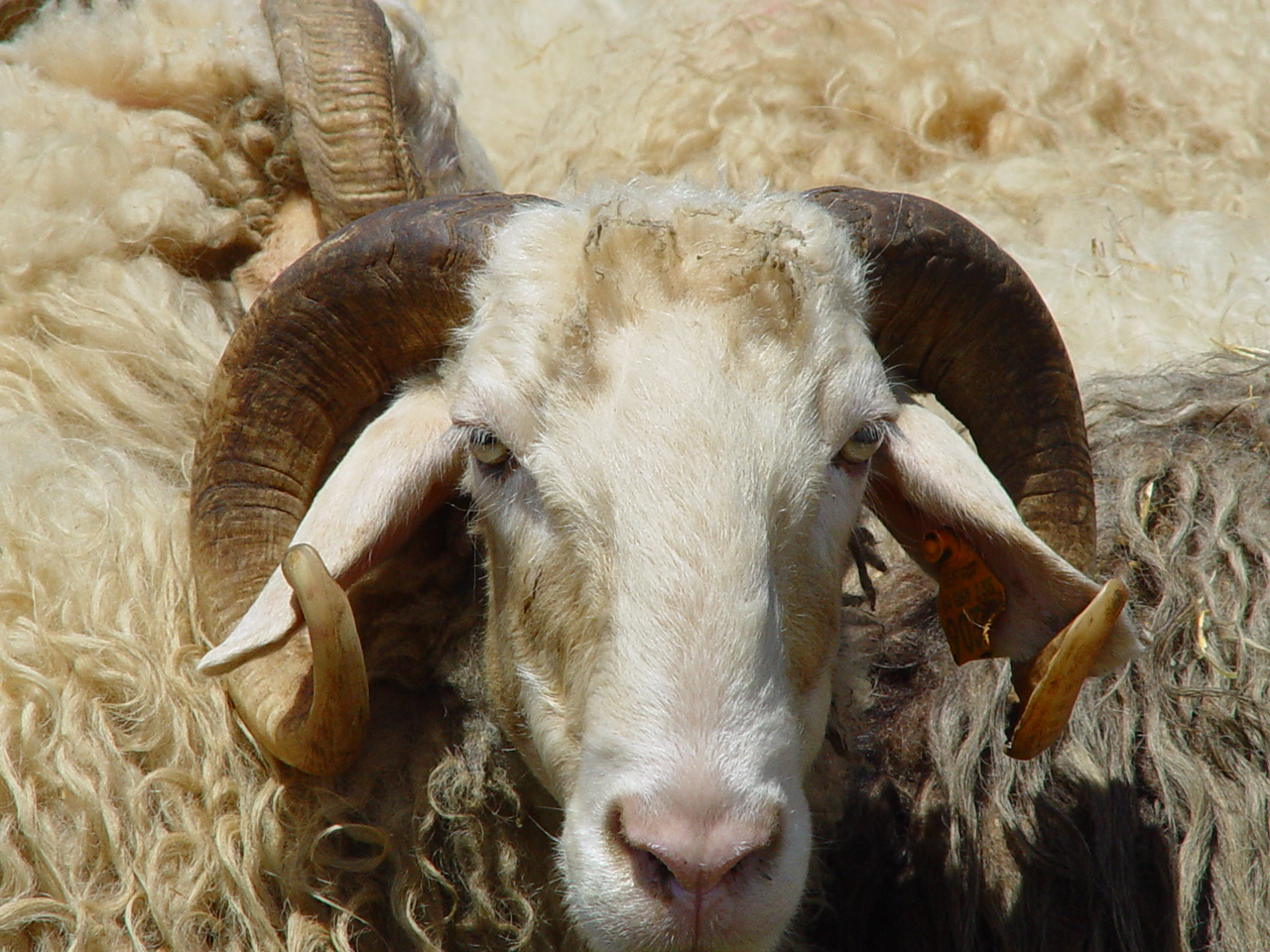
バスコ・ベアルネーズ

バスコ・ベアルネーズ（フランス語: Basco-béarnaise)またはバスカ・カランサナ (バスク語: Vasca Carranzana)は、バスク地方原産の家畜化されたヒツジの品種である。利用は羊乳の生産に限られ、羊毛や羊肉の利用は行われない。

## 起源
垂れ下った羊毛を持つヒツジの品種の系統に起源を持つ。これらのヒツジはジロンド川沿いの平原を越えたピレネー山脈周辺のバスク地方とベアルン地方の牧草地に群がっており、1960年代にバスコ・ベアルネーズに発展した。

## 形態
オス・メスともに白色の単色であり、頭部と蹄は赤みがかった黄色である。オスには必ず角が生えるが、メスには角が生えるものも生えないものもいる。羊毛は長く、白く、垂れ下っており、角は耳の周りで渦を巻いている。成熟したオスの平均体重は80kg、鬐甲部までの平均体長は90cmである。成熟したメスの平均体重は55kg、鬐甲部までの平均体長は75cmである。

## 利用
バスコ・ベアルネーゼは農村品種であり、春には子羊を産み、夏には羊乳を生産する。メスは授乳期間130日間に、脂肪分（7.42%）とタンパク質（5.39%）が豊富な羊乳を約120リットル生産する。羊乳はAOC認定されているオッソー・イラティ（チーズ）などに使用される。

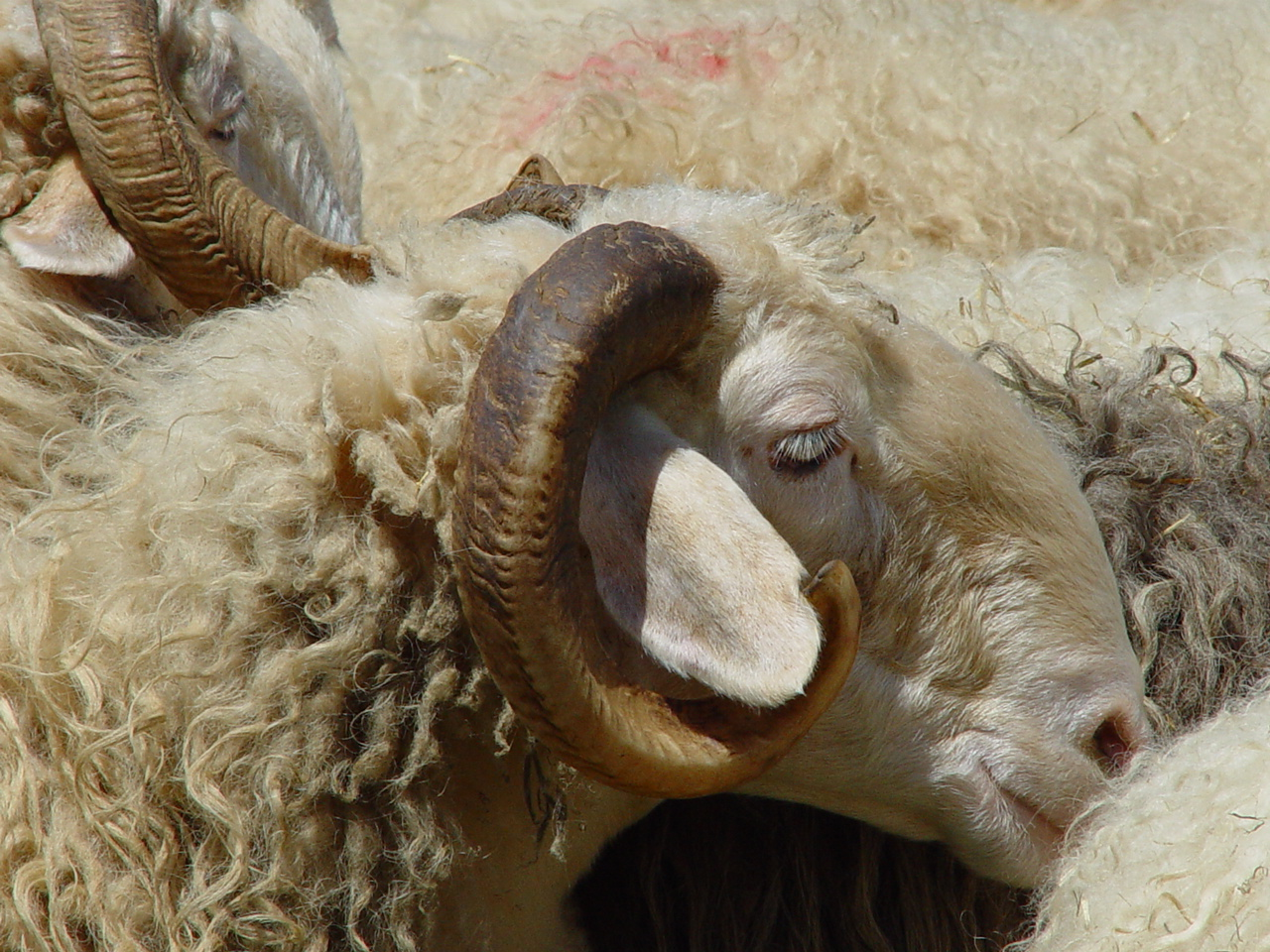
頭部
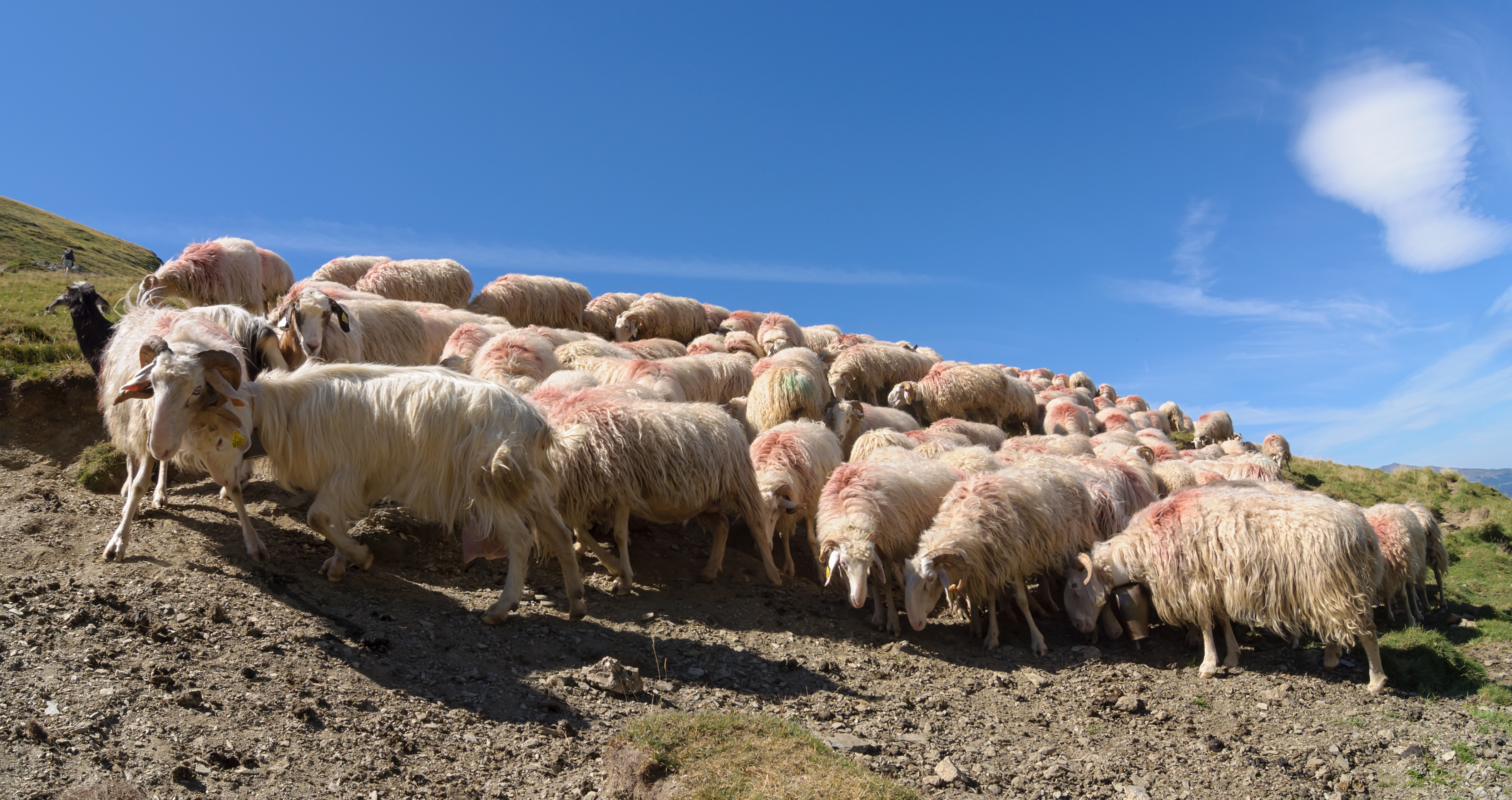
群れ（オービスク峠付近）
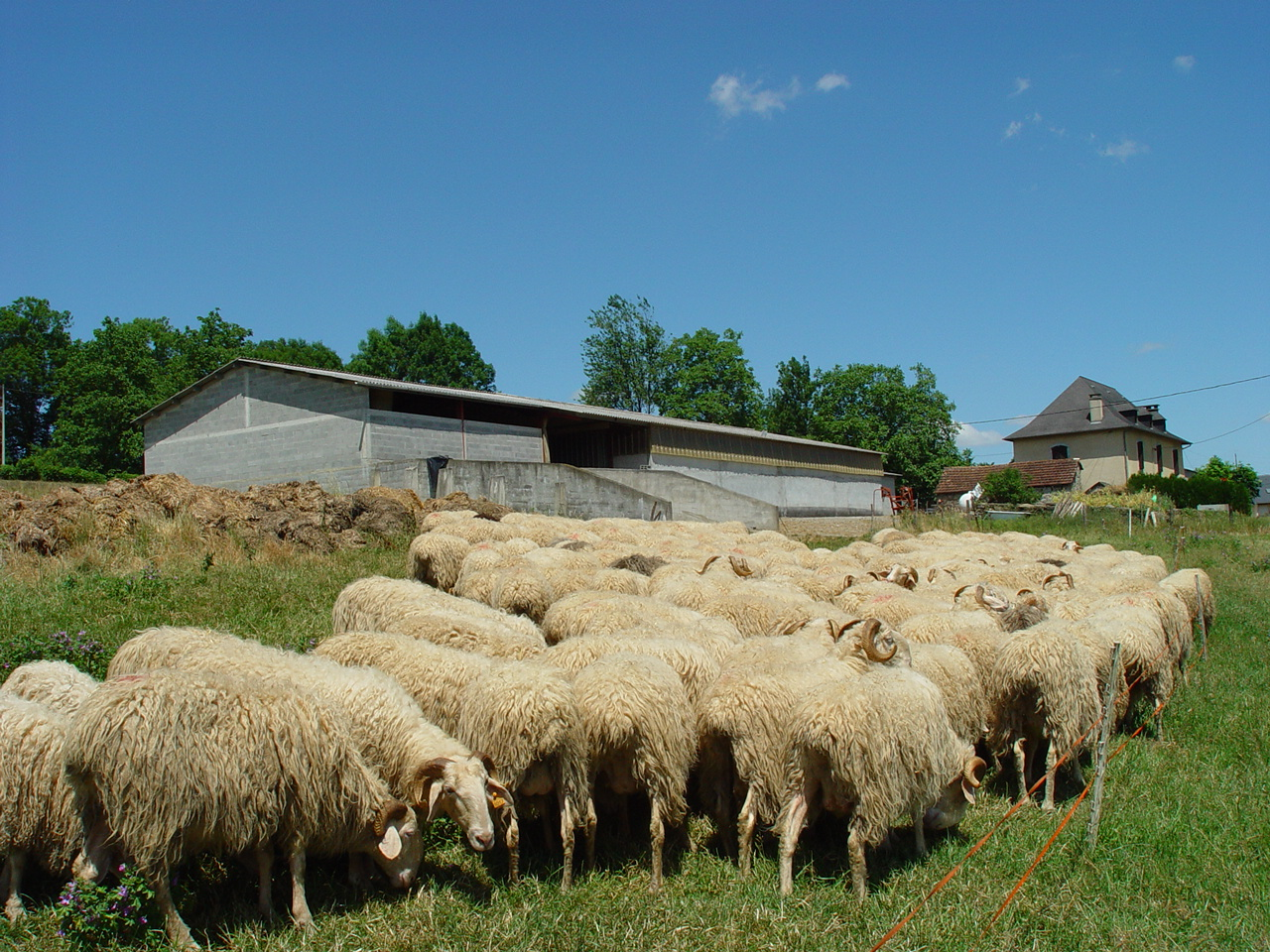
群れ（Arudy付近）